# Musca tahitiensis
Musca tahitiensis este o specie de muște din genul Musca, familia Muscidae. A fost descrisă pentru prima dată de Lichtenstein în anul 1796. Conform Catalogue of Life specia Musca tahitiensis nu are subspecii cunoscute.